# Paula Hoppe
Paula Hoppe (* 25. März 2006 in Lüneburg) ist eine deutsche Fußballspielerin, die seit dem 1. Juli 2023 dem 1. FC Köln als Torhüterin angehört.

## Karriere

### Vereine
Hoppe begann in Barskamp im Mehrspartensportverein TuS Barskamp mit dem Fußballspielen. Von 2021 bis 2023 gehörte sie dem Mehrspartensportverein MTV Treubund Lüneburg – gemeinsam mit Jungen – an und hatte zudem ein Zweitspielrecht beim TSV Adendorf von 2017 bis 2020 und für die Mädchenspielgemeinschaft Erbstorf/Brietlingen – als Torhüterin – von 2020 bis 2023 in der Bezirksliga wie Niedersachsenliga. 
Zur Saison 2023/24 wurde sie vom 1. FC Köln verpflichtet, debütierte im Seniorinnenbereich jedoch für die zweite Mannschaft zum Saisonauftakt am 23. August 2023 in der drittklassigen Regionalliga West beim 1:1-Unentschieden im Heimspiel gegen die zweite Mannschaft von Bayer 04 Leverkusen. Bis zum 3. Dezember 2023 (17. Spieltag) bestritt sie sechs weitere Punktspiele, bevor sie am 9. Dezember 2023 (9. Spieltag) ihr Pflichtspieldebüt für die erste Mannschaft gab. Bei der 1:4-Niederlage im Heimspiel gegen den VfL Wolfsburg wurde sie für die beim Strafstoß sich verletzende Jasmin Pal in der 46. Minute eingewechselt.

### Auswahl-/Nationalmannschaft
Hoppe kam als Spielerin der U16-Auswahlmannschaft des Niedersächsischen Fußballverbandes am 7. April 2022 beim 2:0-Sieg über die U16-Auswahlmannschaft des Fußball-Landesverbandes Brandenburg im Turnier um den DFB-Länderpokal an der Sportschule Wedau in Duisburg zum Einsatz.
Als Nationalspielerin des DFB debütierte sie für die U16-Nationalmannschaft, die am 7. Februar 2022 im Rahmen des UEFA Development Tournament mit 0:2 der U16-Nationalmannschaft Portugals unterlegen war. Bei ihrem Debüt wurde sie zur zweiten Spielzeit für Thea Farwick eingewechselt. Ihr zweites Länderspiel bestritt sie am 15. Juni  2022 in Büdelsdorf beim 2:0-Sieg im Freundschaftsspiel gegen die U16-Nationalmannschaft Dänemarks.

## Sonstiges
Nach der Schulzeit am Gymnasium Bleckede besucht sie seit ihrem Wechsel nach Köln das Apostelgymnasium im Stadtteil Lindenthal. Untergebracht ist sie im  Sportinternat Köln gemeinsam mit anderen Leistungssportlern.